# Francisca de Paula de Jesus
Francisca de Paula de Jesus, známá také jako Nhá Chica (1810, São João del-Rei – 14. června 1895, Baependi) byla afrobrazilská římská katolička, známá svou angažovaností v pomoci chudým. Katolická církev ji uctívá jako blahoslavenou.

## Život

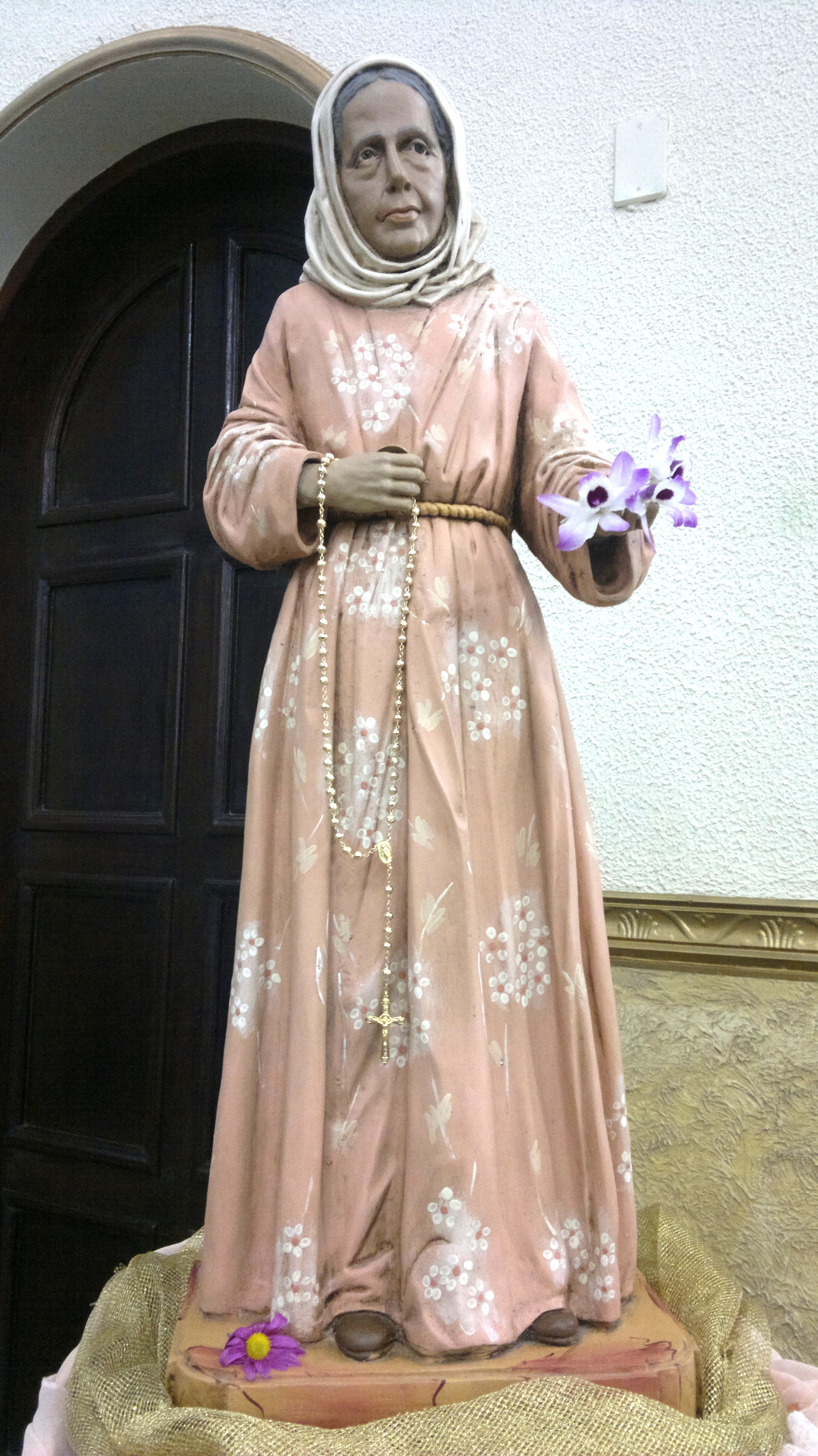
Její soška v Baependi

Narodila se někdy v první čtvrtině roku 1810 v São João del-Rei jako nemanželská dcera otrokyně Izabel Marie. Její prarodiče z matčiny strany byli také otroci. Dne 26. dubna 1810 byla pokřtěna. Poté, co byla její matka roku 1820 osvobozena z otroctví se s ní a zbytkem rodiny rozhodla přestěhovat do Baependi. Její nevlastní bratr Theotonio Pereira do Armaral pocházel z jiného matčina nemanželského poměru.
Roku 1820, několik měsíců po propuštění z otroctví její matka zemřela, načež se na její přání rozhodla zasvětit svůj život Bohu a pomáhat chudým a potřebným (panují však také názory, že její matka žila déle). Po smrti svého nevlastního bratra roku 1862 po něm zdědila rodinný majetek, který využila pro svou sociální práci mezi chudými a zahájení výstavby nové mariánské kaple.
Pro svoje působení byla nazývána „Matkou chudých“. Sama žila skromně v dvoupokojové chatrči a celý život byla negramotná. Ve svém příbytku byla navštěvována lidmi, kterým dávala duchovní útěchu. Dne 8. července 1888 sepsala závěť, ve které se rozhodla přenechat veškerý svůj majetek místní farnosti a napsala své přání, aby tento majetek zvláště věnovala na péči chudým.

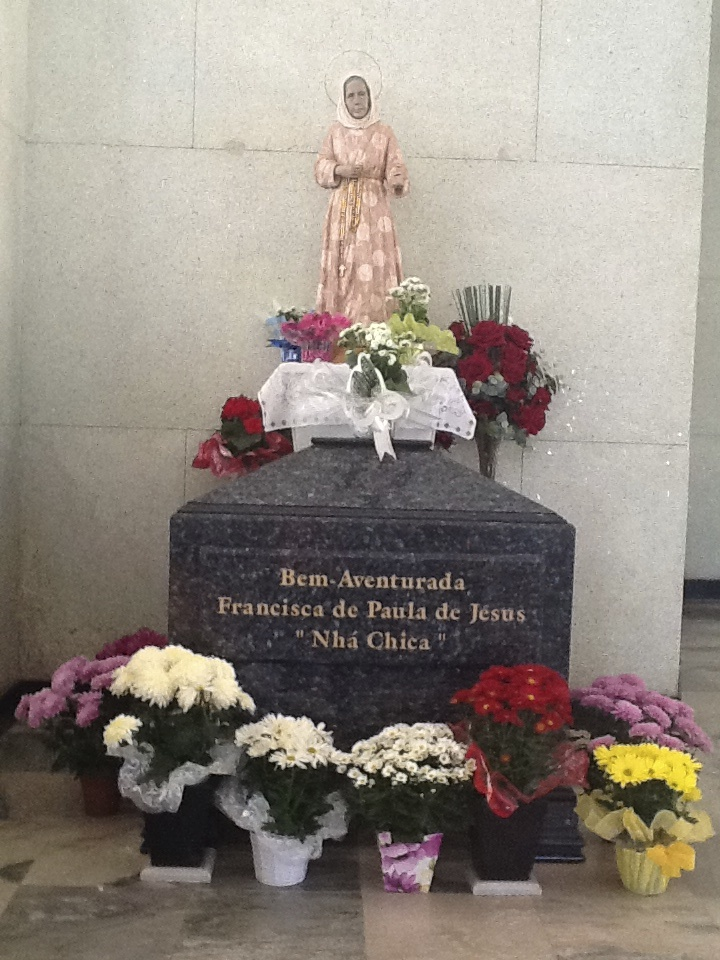
Její hrobka v kostele v Baependi

Zemřela dne 14. června 1895 v Baependi a 18. června téhož roku byla pohřbena. Její ostatky jsou uloženy v Baependi.

## Úcta
Její beatifikační proces byl zahájen dne 17. ledna 1992, čímž obdržela titul služebnice Boží. Dne 14. ledna 2011 ji papež Benedikt XVI. podepsáním dekretu o jejích hrdinských ctnostech prohlásil za ctihodnou. Dne 28. června 2012 byl uznán zázrak na její přímluvu, potřebný pro její blahořečení.
Blahořečena pak byla dne 4. května 2013 v Baependi. Obřadu předsedal jménem papeže Františka kardinál Angelo Amato.
Její památka je připomínána 14. června. Bývá zobrazována s šátkem kolem hlavy a růžencem, nebo květy v rukou. Je patronkou brazilské chudiny.